# Lithacodia olivacea
Lithacodia olivacea là một loài bướm đêm trong họ Noctuidae.